# Злочини над Србима у Вишеграду (1992—1995)
Вишеград као погранични град према Србији, на реци Дрини, имао је посебан стратешки значај у остваривању планова муслимана у Босни и Херцеговини за стварање муслиманске државе по идејама „Исламске декларације“ чији је аутор Алија Изетбеговић, који је и председник Странке демократске акције и први председник Председништва БиХ после вишестраначких избора.
Становништво у Вишеграду било је претежно муслиманско. По попису из 1991. године, у општини Вишеград било је 13.316 (62,8%) Муслимана, а Срба — 6.963 (32,8%).
Догађаји показују да је замисао муслимана била да грубим физичким и другим насртајима врше на Србе притисак и принуде их на исељавање и тако осигурају тај простор за будућу муслиманску државу. Овај простор је од посебног значаја и за везу са Рашком облашћу (Санџак) у Србији у којој живе муслимани. Странка демократске акције била је непосредни организатор и инспиратор разних напада на Србе и прављења нереда, који су онемогућавали нормално функционисање власти на чијем челу су били готово искључиво муслимани. Власт је против носилаца оваквих понашања само формално покретала одређене поступке који се никада нису завршавали, што је још више појачавало несигурност и угроженост Срба. О стратешком значају Вишеграда са становишта остварења циљева муслиманске Странке демократске акције, сведочи и то што је у овом граду 16.02.1992. године одржан муслимански верски скуп посвећен методима борбе за стварање муслиманске државе у БиХ. То у исти мах потврђује прожимање верског и политичког (државног) у активностима муслимана да створе државу у чијој основи би био Ислам. Одмах по избијању ратних сукоба, муслимани су нарочито по селима убијањем Срба цивила и другим актима насиља настојали да Подриње (регија) очисте од Срба.

## Акти насиља према Србима и други видови притиска на њих
Муслиманска Странка демократске акције основана је у Вишеграду 02.08.1990. године. На оснивачкој скупштини муслимани су говорили да су сада спремнији него 1941. године и да неће дозволити да им се догоди оно што им се наводно догодило у Другом светском рату, као да су они тада били жртве, а не, многи од њих, носиоци злодела у оквиру тзв. НДХ. Вишеград су посетили и Алија Изетбеговић и Сулејман Угљанин и говорили том приликом у Дому културе. На том скупу изнета је идеја да се прикупљањем добровољних прилога обезбеде средства за подизање споменика муслиманским жртвама у Другом светском рату, јер их је наводно било много на Андрићевом мосту.
За председника СДА у Вишеграду изабран је Фикрет Цоцалић, а за његовог заменика - Авдија Шабановић.
Новембра 1990. године одржани су вишестраначки избори и у новој Скупштини општине муслимани су имали већину. За председника Скупштине изабран је Фикрет Цоцалић.
На првој седници Скупштине, захваљујући муслиманској већини, на нелегалан начин (мимо прописаног поступка) измењен је Статут Општине тако што је отклоњено одлучивање двотрећинском већином о неким важним питањима и уведено одлучивање простом већином о свим питањима из надлежности Скупштине. Овим је обезбеђено надгласавање Срба у свим питањима и доношење одлука сагласно интересима муслимана.
У Скупштини се нарочито бахато понашао поменути Авдија Шабановић. Он је претио Србима и уз псовке им поручивао да треба да се понашају онако како им се каже или да иду у Србију и тамо раде шта хоће.
Од Станице јавне безбедности на чијем челу је био муслиман Шевал Муртић, добијане су штуре, нејасне и ублажујуће информације о муслиманским провокацијама и насртајима на Србе, које су у Скупштини усвајане захваљујући муслиманској већини, на штету Срба.
Када се у Скупштини расправљало о заустављању војних транспортера од стране муслимана септембра 1991. године, одборници муслимани окривљивали су новинаре из Србије који су о томе писали. Оваквом виђењу ствари супротставила се Снежана Нешковић - одборник представник Срба. Говорећи да новинари нису зауставили транспортере, била је грубо и увредљиво нападнута од стране Авдије Шабановића који јој је запретио да се "причува" ако његовом брату Мурату Шабановићу (коловођи у многим муслиманским агресивним акцијама у Вишеграду) буде "фалила ма и једна длака са главе".
На муслиманску иницијативу у Скупштини је поведена расправа о прављењу пута према Жепи како би и она била повезана са Санџаком (Рашком облашћу у Србији) односно са "зеленом трансверзалом".
За време заседања Скупштине, Мурат Шабановић је стајао наоружан на вратима зграде, а касније је његових 15-20 људи, наоружаних чак митраљезима и аутоматским пушкама "обезбеђивало" Скупштину. Ово је био непосредан повод да Срби - одборници, децембра 1991. године напусте Скупштину у којој су и онако одлуке доношене мимо њихове воље.
Срби су у јануару 1992. године основали своју Скупштину како би организовали живот у условима угрожености од муслимана.

## Ситуација у Вишеграду 1990.
Крајем 1990. године појачавала се нетрпељивост муслимана према Србима, уз бројне насртаје, претње, провокације, малтретирања и физичке нападе и расла све до избијања ратних сукоба. Муслимани су јавно испољавали своја националистичка осећања и наглашавали своју верску припадност, све више се одевали у зелену одећу, носили муслиманске заставе и друга верска обележја. У Међеђи и другим местима изградили су нове џамије, по селима су градили мејтефе и организовали верске школе.
Муслимани су све чешће могли да се виде у маскирним униформама, с береткама на којима је био "златни љиљан".
Агресивне муслиманске групе су све више користиле оружје у застрашивању Срба и у нападу на њих. Пуцале су по граду Вишеграду, показујући силу. У атмосфери угрожености, Срби су избегавали да се крећу по граду, посебно жене и деца.
Непосредно пред избијање ратних сукоба муслимани су организовали митинге за "суверену БиХ". Колоне таксија и других возила са укљученим сиренама носиле су муслиманске заставе и плакате "за суверену БиХ".

## Ситуација у Вишеграду 1991.
На Ђурђевдан 06.05.1991. године муслимани су на више места у Вишеграду поставили барикаде и организовали своје страже. Неколико милиционара кренули су у обилазак одређених места да би видели о чему се ради, али их муслимани нису пустили да уђу у Душче, Добрун и Бикавац. Ове акције муслимана организовали су Авдија Шабановић (заменик председника СДА у Вишеграду и одборник Скупштине општине) и његов брат Мурат Шабановић. Да би створили атмосферу напетости и формално правдали своје акције, муслимани су пронели лажну вест да је Војислав Шешељ са око 200 припадника своје странке кренуо из Србије на Вишеград. Ноћ између 06. и 07.05. искоришћена је за додатно наоружавање муслимана.
Дана 14. јуна 1991. године припадници СДА су блокирали Станицу јавне безбедности у Вишеграду. Окупљена маса муслимана спречавала је милиционаре да улазе у зграду или да из ње излазе. Мурат Шабановић и Зијад Субашић спречили су милиционара Авда Смајловића у вршењу стражарске дужности пред улазом у зграду. Они су, ухвативши га за аутоматску пушку, насилно ушли у зграду са групом муслимана. Тражили су да се одмах пусти муслиман Нермин Шишић са којим је обављан информативни разговор зато што је секао старе мостове и продавао их на отпаду.
Средином 1991. године, у Душчу код Вишеграда, муслимани из групе Мурата Шабановића зауставили су аутобус предузећа "Ракета" из Ужица и претукли возача и неколико путника. Претили су им и оружјем које су имали у рукама. Возач је био онеспособљен за вожњу, па је морао да буде позван други из Ужица - да га замени.
Уочи Илиндана, 01.08.1991. године, група Мурата Шабановића зауставила је у Вишеграду два аутобуса из Србије у којима су углавном били жене и деца, који су путовали у Црну Гору - да би у манастиру Острог присуствовали верској свечаности. Путнике су седам-осам сати по врућем летњем времену држали у аутобусима. Било се окупило око 2.000 муслимана, од којих су многи учествовали у малтретирању и вређању Срба - путника. За црквену заставу тврдили су да је "четничка" и поцепали су је. Тек увече путнике су пустили да се врате у Србију, не дозволивши им да наставе пут.

У августу 1991. године у Вишеграду међу муслиманима је кружио летак у коме се наводи:
 Очито је да се са Србима више мирно не може и да криза у којој се налазимо неће бити ријешена све док и један Србин буде живио у нашој Републици. Стога морамо чинити све да их се што прије и што ефикасније ријешимо. Прије но што употријебимо и последњи аргумент - оружје, пробаћемо неким суптилнијим методима...
 Затим се у двадесет тачака дају поруке за муслимане. Између осталог, поручује се:
 Разбијајте им прозоре на колима и кућама у којима живе, Истресајте смеће пред њихова врата, Мокрите у њиховим улазима, Обиљежавајте им куће или станове, Пишите графите пријетеће садржине по њиховим кућама или црквама и сл.
Дана 20.09.1991. године Мурат Шабановић и његов брат Авдија Шабановић, предводећи групу муслимана, поставили су барикаде на улицама Вишеграда и зауставили су колону војних возила и транспортера, као и друга возила.
Због стања угрожености у коме су се нашли, Срби из Вишеграда масовно су бежали у Ужице, суседни град у Србији. Да би се овакво исељавање зауставило, избегле српске породице из Вишеграда, а сада у Ужицу, писмено су се обратиле 24.09.1991. године Скупштини општине Вишеград, органима унутрашњих послова и политичким организацијама са захтевом да се спрече терористичке акције припадника СДА према Србима у Вишеграду.
Ноћу између 01. и 02.09.1991. године припадници СДА извршили су провалу у просторије Секретаријата за народну одбрану Општине Вишеград, обили све касе и однели војну документацију. Фикрет Цоцалић - председник СО Вишеград - изјавио је за локалне новине да је "народ" однео документацију и да је он - председник, сагласан с тим.
Тек на састанку са вишим јавним тужиоцем из Сарајева, 25.09.1991. године, посвећеном догађајима 20-23.09.1991. године, Цоцалић је обећао да ће документација бити враћена.
До враћања документације дошло је после три месеца од дана одузимања, али ни тада документација није била доступна Србима (држао ју је закључану службеник Секретаријата Народне Одбране, члан СДА).
Дана 07.10.1991. године већи број наоружаних муслимана блокирао је зграду Станице јавне безбједности у Вишеграду док је у њој обављан информативни разговор са двојицом припадника Патриотске лиге.

## Рушење споменика Иве Андрића
Србе у Вишеграду и целој БиХ, посебно је узбудило вандалско рушење споменика српском писцу - нобеловцу Иву Андрићу, које су муслимани извели 01.07.1991. године око 17,00 часова, на Тргу ослобођења у Вишеграду. Рушење је извршила наоружана група Мурата Шабановића по налогу СДА (Мурат Шабановић је брат Авдије Шабановића, потпредседника СДА у Вишеграду).
Шабановић је ударцем мацолом одвалио отисак главе и један комад мермера на споменику, које је бацио у реку Дрину, а затим оборио споменик, док су остали обезбеђивали место догађаја. Цео догађај снимао је филмском камером Фадил Хајдербашић, а касете са снимком су касније продаване.
Овој акцији претходило је негативно и увредљиво писање о Андрићу у исламском листу "Воџ", који излази у Сарајеву. На насловној страни листа дата је карикатура Андрића "набијеног" на оловку, што представља алузију на набијање на колац, као начин убијања Срба у време владавине Турака, описано у Андрићевом делу.

Текст Нихада Крешевљаковића о Андрићу има наслов:
Иво Андрић - маркиз де Сад наше књижевности
 и поднаслов:
 Оно што сам до сада у Херцег-Босни прочитао, доживио и чуо биће сасвим довољно да Андрића, који је као писац можда велики, назовем малим човјеком, отровним зрном, као бићем које није имало ни трунке љубави према родној груди.

У тексту се цитира писање листа "Босански погледи" из марта 1961. године - 
да су дјела На Дрини ћуприја и Травничка хроника написана из чистог политичко-шовинистичког разлога по којем је требало приписати лажну геноцидност и суровост муслиманском живљу за турског вакта, а тиме да се уједно оправдају четнички злочини који су у току рата масовно чињени над муслиманским живљем.
Андрићу се приписују историјске лажи о Босни и изложен је најтежим увредама 
па зар је могуће да је таквог гада изњедрила лијепа, мила и тиха Босна.
Професор Мухамед Филиповић је пре овог догађаја изјавио да је Иво Андрић више нанео штете муслиманима у Босни него све војске које су Босном пролазиле.
За истрагу против Мурата Шабановића због рушења споменика Иве Андрића (дело извршено 01.07.1991. године), у извештају је наведено да није окончана, јер од укупно седам предложених сведока треба да се саслушају још три. Поред тога, према наводима извештаја, истражни судија је 17.01.1992. године донео решење о упућивању окривљеног Шабановића на преглед и посматрање у Неуропсихијатријску клинику у Сарајеву. За три саучесника Мурата Шабановића наведено је да је јавни тужилац одустао од гоњења, те да је истрага обустављена.
Тако је у истрази у вези са догађајем који се дању одиграо на главном тргу у Вишеграду, у присуству много људи, за пола године могло бити утврђено само то да за Шабановићеве саучеснике нема доказа, а питање Шабановићевог учешћа у извршењу дела остало је отворено - док се не саслушају још три сведока.

## Документарни филмови
- https://www.youtube.com/watch?v=2up3zoeBtpg "На Дрини гробница"-документарни филм о злочинима над Србима у Вишеграду